# Мосиле
Мосиле (Мусиле или Моселе) — армянский знатный род в Византии. Греческий патроним название рода происходит от армянского имени Мушел (Мушег). В VIII—X веках из рода Мосиле вышел ряд выдающихся полководцев и флотоводцев. В X веке Василий II в одной из своих новелл отмечал, что в его время династия Мосиле сильно обеднела. Находились в родстве с другим армянским родом Кринитов.

## Видные представители
- Алексей Моселе[англ.] — византийский полководец при императоре Константине VI
- Алексей Моселе[англ.] — византийский полководец, ставший по воле императора Феофила наследником престола
- Алексей Моселе — византийский адмирал при императоре Романе Лакапине